# Yangzi Jianglu
Yangzi Jianglu (kinesiska: 扬子江路) är en häradshuvudort i Kina. Den ligger i den autonoma regionen Xinjiang, i den nordvästra delen av landet, nära eller i regionhuvudstaden Ürümqi. Antalet invånare är 664 716. Befolkningen består av 327 554 kvinnor och 337 162 män. Barn under 15 år utgör 13,0 %, vuxna 15-64 år 77 %, och äldre över 65 år 9,0 %.
Runt Yangzi Jianglu är det ganska glesbefolkat, med 47 invånare per kvadratkilometer. Närmaste större samhälle är Ürümqi, 3,2 km norr om Yangzi Jianglu. Runt Yangzi Jianglu är det i huvudsak tätbebyggt.
Genomsnittlig årsnederbörd är 314 millimeter. Den regnigaste månaden är april, med i genomsnitt 46 mm nederbörd, och den torraste är januari, med 10 mm nederbörd.